# 펀플러스 피닉스
펀플러스 피닉스(FunPlus Phoenix)는 중국에 위치한 리그 오브 레전드 게임단으로 리그 오브 레전드 월드 챔피언십 2019에서 우승을 차지했으며 2020년 12월 28일 펀플러스 피닉스에서 FPX로 팀명을 변경했지만 LPL 스프링 2021 시즌까지만 이 팀명을 사용할 예정이다.

## 주요 대회 성적
- LoL 프로 리그 2019 스프링 3위
- 리프트 라이벌즈 2019 레드 리프트 준우승
- LoL 프로 리그 2019 섬머 우승
- 리그 오브 레전드 월드 챔피언십 2019 우승
- LoL 프로 리그 2020 스프링 3위
- 2020 미드 시즌 컵 준우승